# Нижнеговейный
Нижнегове́йный — хутор в Каменском районе Ростовской области.
Входит в состав Богдановского сельского поселения.

## География
Через хутор протекает река Говейная, впадающая в недалеко находящийся Северский Донец.

## Население
| 2010 |
| ---- |
| 523  |

## Улицы
| - пер. Восточный, - ул. Кирова, - ул. Колхозная, - ул. Кривошлыкова, | - ул. Лесная, - ул. Матросова, - ул. Речная, - ул. Щаденко. |

## Фотогалерея

Виды хутора
Дом культуры
Детская площадка
Почта России